# Коэффициент покрытия выплат по обслуживанию долга
Коэффициент покрытия выплат по обслуживанию долга (англ. Debt service coverage ratio, DSCR) — показатель, обратный норме обслуживания долга.

## Определение
Коэффициент покрытия выплат по обслуживанию долга операционными денежными потоками:
{\displaystyle DSCR=CFADS/(P+I)},
где {\displaystyle CFADS} — денежный поток; доступный для обслуживания долга в данном периоде; {\displaystyle P} — выплата основной суммы долга, {\displaystyle I} — выплата процентов.